# Denkendorf (Bayern)
Denkendorf er en kommune i Landkreis Eichstätt i Regierungsbezirk Oberbayern i den tyske delstat Bayern.

## Geografi
Kommunen ligger ca. 20 km nord for Ingolstadt i Naturpark Altmühltal.

### Inddeling
Til Denkendorf hører landsbyerne:
- Altenberg
- Bitz
- Dörndorf
- Gelbelsee
- Schönbrunn
- Zandt (Denkendorf)